# Butch e femme

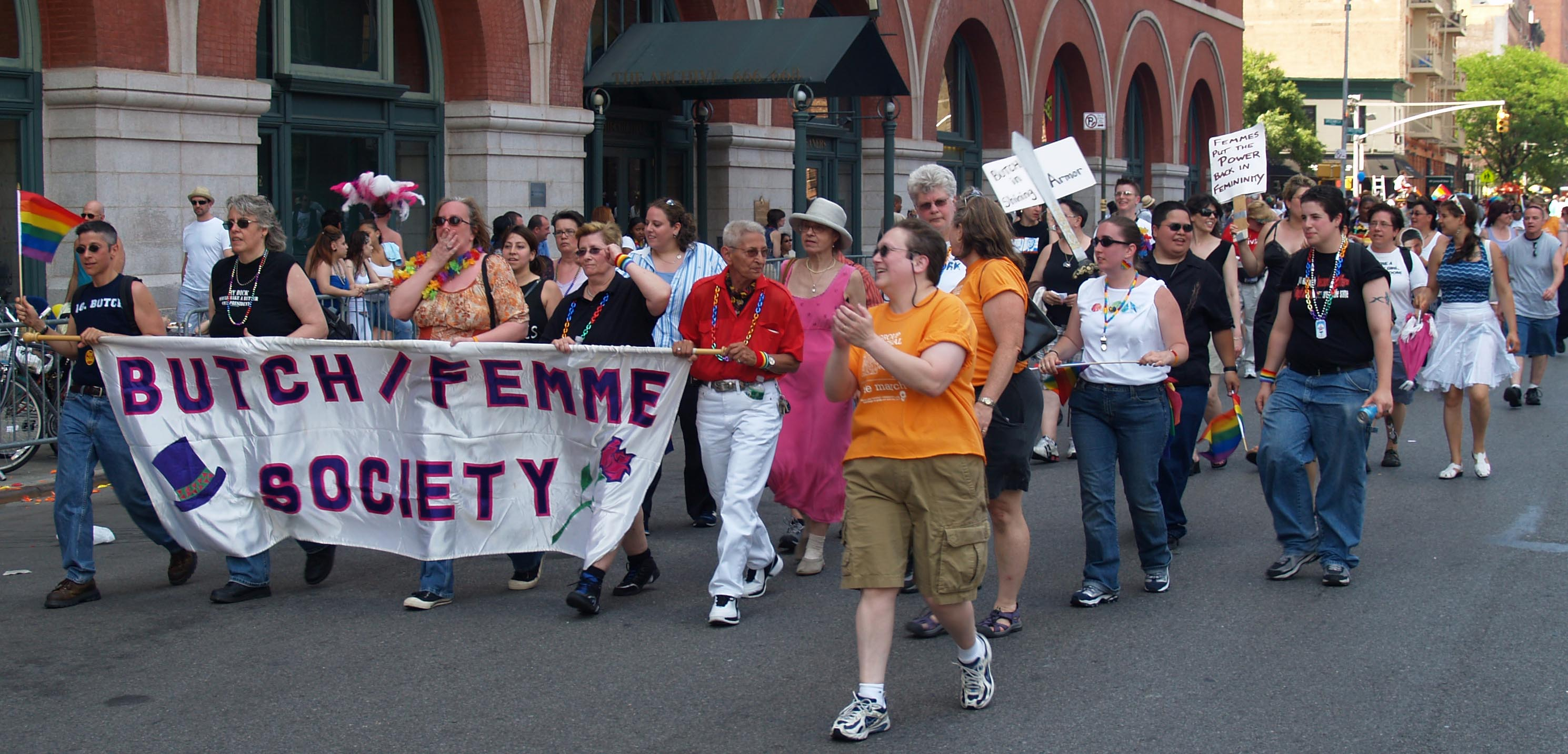
Marcha da Sociedade Lésbica Butch/Femme na Parada do Orgulho Gay de Nova York (2007).

Butch e femme são termos usados na subcultura lésbica e sáfica para atribuir ou reconhecer uma expressão de gênero desfeminilizada (butch) ou feminina (femme) com seus traços, comportamentos, estilos, autopercepção e assim por diante. Os termos foram fundados em comunidades lésbicas no século XX. Esse conceito foi chamado de "maneira de organizar relações sexuais, gênero e identidade sexual". A cultura butch-femme não é a única forma de um sistema diádico lésbico, pois há muitas mulheres em relacionamentos butch-butch e femme-femme.
Tanto a expressão de lésbicas individuais de expressões butch e femme quanto o relacionamento da população lésbica em geral com a noção de butch e femme como um princípio organizador do relacionamento sexual variaram ao longo do século XX. Algumas feministas lésbicas argumentaram que o butch-femme é uma replicação das relações heterossexuais, enquanto outras comentaristas argumentam que, embora ressoe com os padrões heterossexuais de relacionamento, butch-femme desafia-o simultaneamente. Pesquisas realizadas nos anos 90 nos Estados Unidos mostraram que "95% das lésbicas estão familiarizadas com os códigos butch/femme e podem classificar a si mesmas ou a outras em termos desses códigos, e, no entanto, a mesma porcentagem considera que butch/femme 'não é importante em suas vidas'.
Em português existem as palavras caminhoneira, bolachona, machorra e bofinha (ou bofinho, em alusão a tomboy), que podem ter uso semelhante a butch. O termo sapatona ou sapatão pode ser usado de forma pejorativa como insulto, palavrão, profanação ou calúnia, logo ela se torna incompatível ao uso de butch e comparável a dyke ou bulldyke, por isto muitas mulheres lésbicas usam butch como empréstimo linguístico. Outro termo semelhante é ursa, ursete e ursula, que tenta copiar urso da cultura gay, para designar mulheres ursinas. Há também outras traduções para dyke: fancha, viada, fufa, racha, mulher-macho, macha, cola velcro, marimacho, marimacha, sapa, virago, safista, fessureira e sapatia.
Femme, fem ou feme, é comumente usado por pessoas queer que não são essencialmente lésbicas, como mulheres bissexuais, travestis e homens gays ou bissexuais afeminados, indicando uma feminilidade LGBT ou QPoC (pessoa queer de cor, queer person of color), ou que de qualquer forma foge da conformidade e do binário de gênero, mas ainda assim podem usar fem (abreviatura de femme ou feminilidade). A tradução pode ser semelhante às conhecidas palavras sapatilha, sapatinha, sapatinho e sandalhinha, na comunidade lésbica.
Butch e femme já foram traduzidos como machão e mocinha também, respectivamente. Desfem pode ser usado por algumas pessoas que são descritas por butch ou futch.

## Etimologia e simbologia
A palavra femme é retirada da palavra francesa para mulher. A palavra butch, que significa "masculino", pode ter sido cunhada abreviando a palavra butcher, como observado pela primeira vez no apelido de George Cassidy, Butch Cassidy. No entanto, a origem exata da palavra ainda é desconhecida.
A web designer butch Daddy Rhon criou um símbolo de um triângulo preto cruzando um círculo vermelho para representar a sexualidade de butch/femme, que foi usada pela primeira vez no início do século XXI no site butch-femme.com e começou a ser usada em outros lugares.

## Atributos
Há um debate sobre a quem os termos butch e femme podem ser aplicados, e particularmente se os indivíduos trans podem ser identificados dessa maneira. Por exemplo, Jack Halberstam argumenta que homens trans não podem ser considerados butch, uma vez que constitui uma fusão de masculinidade com butchness. Ele ainda argumenta que butch-femme é exclusivamente voltada para trabalhar em relacionamentos lésbicos. Alguns defendem que indivíduos transmasculinos possam viver uma área cinza, entre butch e homem trans, chamando de cusper. Os estereótipos e as definições de butch e femme variam muito, mesmo dentro de comunidades LGBT. Por outro lado, a escritora Jewelle Gomez refletiu que as mulheres butches e femmes no início do século XX podem estar expressando sua identidade transgênera. A antipatia por butches fêmeas ou femininas e femmes machas ou masculinas tem sido interpretada por alguns comentadores como transfobia, embora os maches (ou machos) femmes e fêmes (fêmies ou fêmeos) butches nem sempre sejam transgêneros, e de fato alguns heterossexuais de ambos os sexos exibem esses atributos.
Estudiosas como Judith Butler e Anne Fausto-Sterling [en] sugerem que butch e femme não são tentativas de assumir papéis de gênero "tradicionais". Em vez disso, elas argumentam que o gênero é social e historicamente construído, em vez de essencial, "natural" ou biológico. A historiadora lésbica femme Joan Nestle argumenta que femme e butch podem ser vistos como gêneros distintos em si mesmos.

### Butch

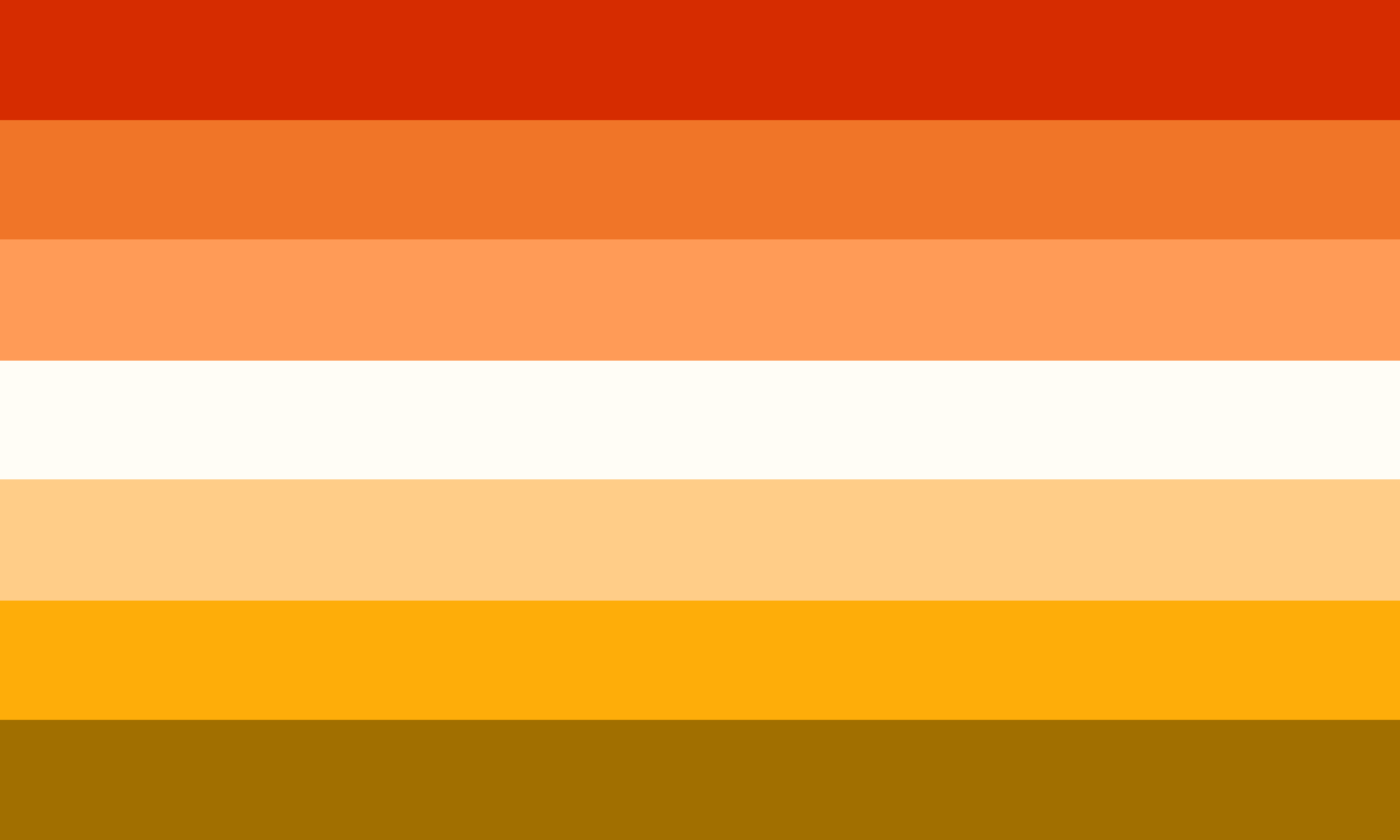
Bandeira butch. As tirinhas laranjas são vistas em algumas bandeiras lésbicas

"Butch" pode ser usado como adjetivo ou substantivo para descrever o gênero ou performance de gênero de um indivíduo. Uma pessoa masculina de qualquer sexo pode ser descrita como butch, embora seja mais comum usar o termo para mulheres com traços mais masculinos, masculinizados ou masculinizantes. O termo butch tende a denotar um grau de masculinidade exibido por uma pessoa do sexo feminino além do que seria considerado típico de uma moleca/tomboy. Não é incomum que mulheres com aparência de butch enfrentem assédio ou violência. Uma pesquisa de butches nos anos 90 mostrou que 50% eram atraídos principalmente por mulheres, enquanto 25% relataram ser geralmente atraídos por outros butches. A estudiosa feminista Sally Rowena Munt descreveu as butches como "a forma pública reconhecível de lesbianismo (lesbianidade, lesbicidade ou lesbiandade)" e uma figura fora da lei na cultura lésbica.
BUTCH Voices, uma conferência nacional para "indivíduos masculinos do centro", incluindo variante de gênero, foi fundada em 2008.

### Femme
Assim como o termo "butch", femme pode ser usado como adjetivo ou substantivo. As femmes não são "lidas" como lésbicas de verdade, a menos que estejam com uma parceira butch, porque estão em conformidade com os padrões tradicionais de feminilidade. Por não expressarem qualidades masculinas, as mulheres eram particularmente irritantes para sexólogos e psicanalistas que queriam argumentar que todas as lésbicas desejavam ser homens. Tradicionalmente, esperava-se que a femme em um casal butch-femme aja como uma mulher feminina estereotipada e forneça apoio emocional ao seu parceiro butch. Na primeira metade do século XX, quando os papéis de gênero butch-femme foram limitados à cena underground dos bares, as femmes foram consideradas invisíveis sem um parceiro butch - ou seja, elas poderiam passar como heterossexuais por causa de sua conformidade de gênero. No entanto, Joan Nestle afirma que as mulheres em um casal butch-femme tornam a butch e a femme extremamente visíveis. Ao ousar serem publicamente atraídos por mulheres butch, as femmes refletiam sua própria diferença sexual e faziam do butch um assunto conhecido do desejo.

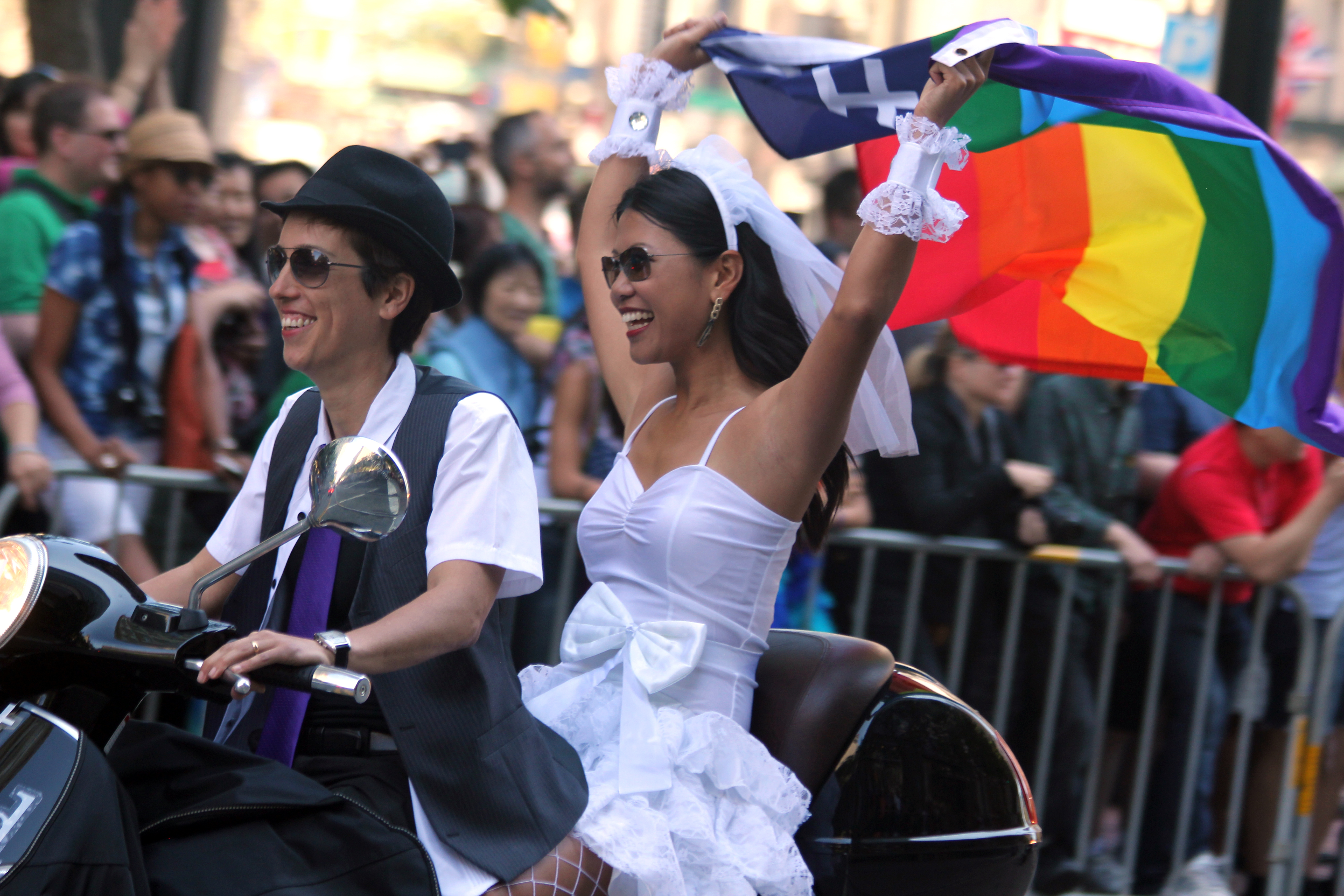
Lésbica butch (esquerda) e lésbica femme (direita)

O movimento feminista separatista do final das décadas de 1960 e 1970 forçou o sexo feminino, como feministas radicais lésbicas descobriram que os papéis de gênero lésbico eram uma replicação decepcionante e opressiva do estilo de vida heterossexual. No entanto, a década de 1980 viu um ressurgimento dos papéis de gênero butch e femme. Nessa nova configuração de butch e femme, era aceitável, e até desejável, ter pares sexuais e românticos femme-femme. Femmes ganharam valor como seu próprio sexo lésbico, tornando possível a existência separada de butches. Por exemplo, Susie Bright, fundadora do On Our Backs, a primeira periódica de sexo lésbico do gênero, identifica-se como femme. Além das representações na pornografia, a estética neo-butch e neo-femme na vida cotidiana ajudou a adicionar um senso de identidade visual às lésbicas que abandonaram esses papéis em nome do politicamente correto.
Em "Negotiating Dyke Femininity" (negociando a feminilidade sapatônica (ou sapata)), a estudiosa lésbica Wendy Somerson, explica que as mulheres da comunidade lésbica que são mais femininas e que não se encaixam no estereótipo "butch" podem passar da maneira hétera. Ela acredita que o vínculo entre aparência, desempenho de gênero e a sexualidade de alguém deve ser interrompido, porque a aparência de alguém não deve definir sua sexualidade. Em seu artigo, Somerson também fala claramente sobre como na comunidade lésbica algumas são consideradas mais masculinas que outras.
As mulheres ainda combatem a invisibilidade que sua apresentação cria e afirmam sua sexualidade através de sua feminilidade. A rejeição de mulheres como ilegítimas ou invisíveis também ocorre dentro da própria comunidade LGBT, o que cria um impulso para que as mulheres se defendam como uma identidade autônoma, inerentemente ligada a butches.

### Outros termos
Algumas mulheres em comunidades lésbicas evitam as classificações butch ou femme, acreditando que elas são inadequadas para descrever um indivíduo ou que os rótulos são limitadores por si só. Outras pessoas da comunidade LGBT adaptaram os rótulos comuns para serem mais descritivos, como "soft stud", "hard butch", "gym queen" ou "tomboy femme". A comediante Elvira Kurt contribuiu com o termo "fellagirly" como uma descrição para mulheres LBT que não são estritamente femme ou butch, mas uma combinação. Nas décadas de 1950 e 1960, os termos chi-chi e kiki (qui-qui) era usado para significar a mesma coisa.
"Lésbicas de batom" (lipstick lesbians) são lésbicas femininas. Uma mulher que gosta de receber e não ser ativa sexualmente é chamada de "rainha do travesseiro" (pillow queen) ou "princesa do travesseiro" (pillow princess). Por outro lado, uma mulher butch pode ser descrita como "butch de pedra" (stone butch), "dique de diesel" (diesel dyke), "bulldagger" ou "bull bitch".:136 O termo boi é normalmente usado por mulheres LGBT mais jovens. Definindo a diferença entre um butch e um boi, uma boi disse a um repórter: "esse senso de jogo - há uma grande diferença de ser uma butch. Para mim, butch é como um adulto. Você é o homem da casa". Há também um uso emergente dos termos soft butch (butch leve) "stem" (stud-femme ou stemme), "futch" (feminine butch) ou "chapstick lesbian" como termos para mulheres que têm características de butch e femme. Lésbicas unissex e nem butch nem femme são chamadas de "andróginas" ou "andros". Um outro termo, mais antigo, que denota sáficas, chamado bluff, mistura butch com fluff.
Truck driver ou trucker pode ser considerada uma tradução de camionneuse, gíria em francês para uma butch, parecida com diesel dyke, que também se encontra noutros idiomas, como camionera em espanhol, camionista em italiano e caminhoneira em português.
Stag (veada) e tomcat designam especificamente mulheres bissexuais de expressões de gênero butch ou futch, sendo doe (corça) para femme.